# Antoni Ribas Domene
Antoni Ribas i Domene (1945 – La Coromina, 22 de febrer de 2019) fou un músic, compositor i organista, estretament vinculat a La Coromina i a la vida cultural i institucional de Cardona.
Es va iniciar en el món de la música al seminari de Solsona, on va rebre la seva primera formació, i al llarg de la seva trajectòria desenvolupà una intensa tasca de dinamització musical a la seva vila natal. Va fundar i formar part de diverses agrupacions locals, com el conjunt Els Cuarter's, on hi tocava els teclats i l'acordió, i la cobla La Principal de la Coromina.
Durant quatre dècades va dirigir les Caramelles de la Coromina, consolidant-se com a figura central del patrimoni musical i popular de la vila. Entre les seves aportacions més destacades s'hi compten diverses composicions de repertori litúrgic i música popular, algunes de les quals formen part del llegat cultural de la vila ducal.
A més de la seva tasca artística, Ribas va exercir com a jutge de pau de Cardona durant 16 anys, fins a la seva mort. Compromès amb la institució i amb el servei públic, fou reconegut per la seva responsabilitat, rigor i dedicació.
Va morir el 22 de febrer de 2019, a l'edat de 73 anys. El seu funeral se celebrà el diumenge següent a l'església de la Coromina.